# 1975 في كندا
فيما يلي قوائم الأحداث التي وقعت خلال عام 1975 في كندا.

## سياسة

### تعيين في المنصب
- 1 يناير – ستيوارت سميث عضو برلمان مقاطعة أونتاريو.
- 7 أغسطس – جورج إسحاق سميث عضو مجلس الشيوخ الكندي.

### انتهاء فترة المنصب
- 1 يناير – جيمس راسيل عضو المجلس النيابي لنيوفندلاند ولابرادور ‏.

## مواليد

### يناير
- 1 يناير – ايزابيل بليس ممثلة كندية.
- 1 يناير – بيكي كيلار لاعبة هوكي جليد كندية.
- 15 يناير – ماري بيرس لاعبة كرة مضرب فرنسية.
- 17 يناير – كريس مارتن ممثل كندي.
- 25 يناير – ميا كيرشنر ممثلة كندية.

### فبراير
- 2 فبراير – ميريام سيرويس ممثلة كندية.
- 3 فبراير – تيري تشن ممثل كندي.
- 25 فبراير – هركليز كيفيلوس

### مارس
- 17 مارس – تست مصارع محترف كندي.

### أبريل
- 2 أبريل – باتي مالات باتي مالات.

### مايو
- 9 مايو – كريس ديامانتوبولوس ممثل كندي.
- 20 مايو – تامو بينيكيت ممثل كندي.
- 24 مايو – مارك غانيون
- 24 مايو – ويل ساسو

### يونيو
- 13 يونيو – دانيال أنغرام
- 17 يونيو – شين ساتكليف ملاكم كندي.

### يوليو
- 6 يوليو – كاميل سوليفان ممثلة كندية.

### أغسطس
- 28 أغسطس – جيد رايموند

### سبتمبر
- 9 سبتمبر – ماريانا راجوج لاعبة كرة سلة كرواتية.
- 9 سبتمبر – مايكل بوبليه

### ديسمبر
- 10 ديسمبر – إيمانويل الشريكي ممثلة كندية.
- 18 ديسمبر – تريش ستراتس
- 18 ديسمبر – مايكل باري درّاج طريق كندي.

## وفيات

### نوفمبر
- 1 نوفمبر – تشارلز رايت (مواليد 1887) مستكشف كندي.